# آبشارها در جمهوری آذربایجان

## معرفی
آبشارها به صورت جریان آب بر روی یک قطره عمودی یا مجموعه‌ای از قطرات در جریان یک نهر یا رودخانه شکل می‌گیرند. در جمهوری آذربایجان شمار فراوانی آبشار وجود دارد. آبشارهای مناطق شمالی جمهوری آذربایجان معمولاً در زمستان یخ می‌زند.

### آبشار لازا در قوسار

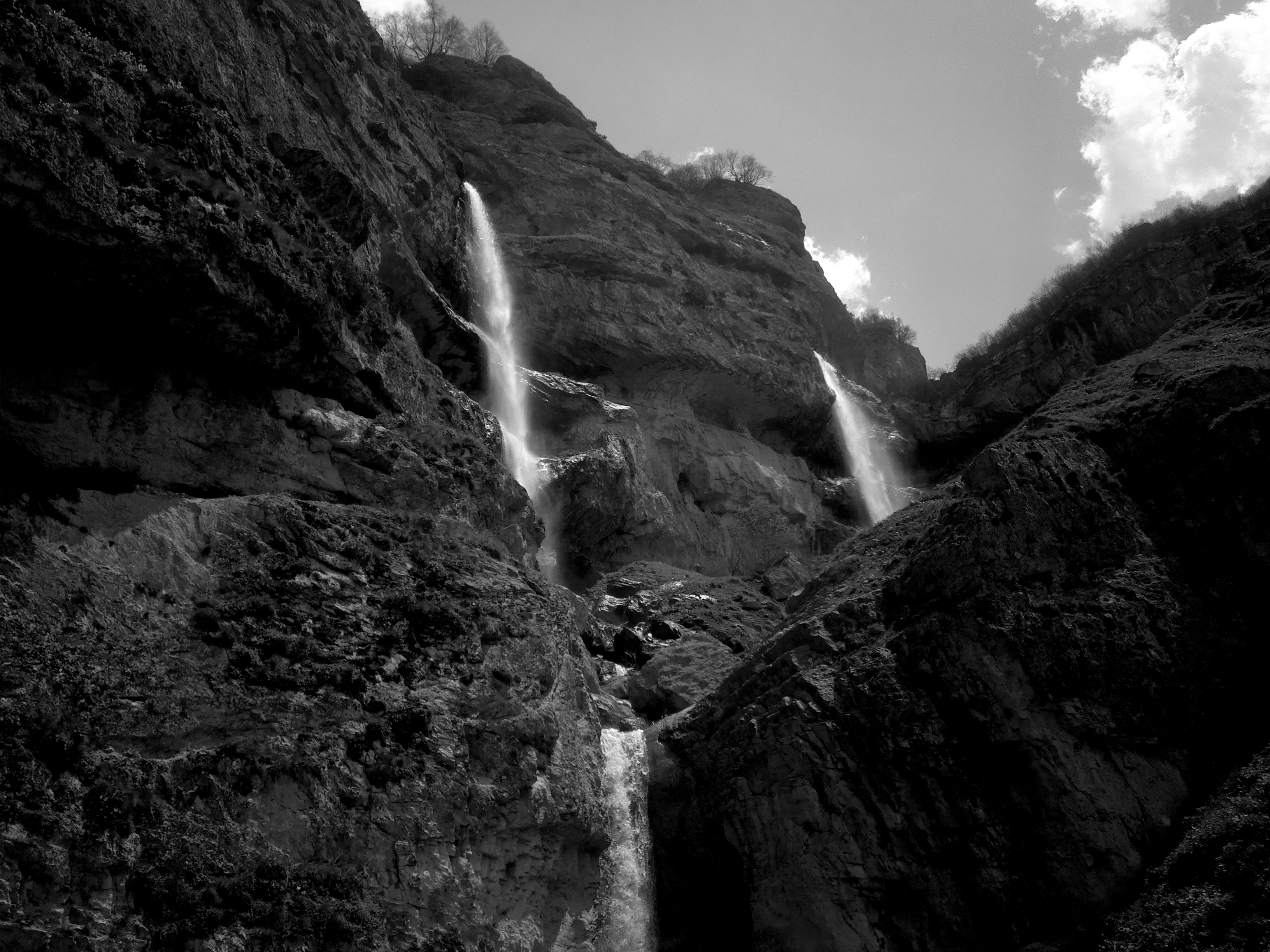
آبشار لازا

آبشار لازا مشهورترین آبشار روستای لازا در قوسار است که در شمال شرقی رشته‌کوه قفقاز و در پایین فلات کوهستانی بلند "شاه یایلاق" از بلندترین کوه‌های کوه شاه‌داغ با ارتفاع ۴۲۴۲ متر از سطح دریا واقع شده است. در زمستان مسابقات کوهنوردی در آبشارهای یخ‌زده این ناحیه برگزار می‌شود.

### آبشار آفورجا در قوبا
آبشار آفورجا با ارتفاع حدود ۷۵ متری در روستایی به همین نام یعنی آفورجا در شهرستان قوبا واقع شده است. این آبشار در فهرست آثار طبیعی جمهوری آذربایجان گنجانده شده است و توسط دولت محافظت می‌شود.

### آبشار موجوق در قبله
آبشار موجوق در شهرستان قبله واقع شده است. آب این آبشار از آب برف و باران در کوه گوتور گرفته و به رودخانه دمیراپاران می‌ریزد.  آبشار موجوق با ارتفاع حدود ۹۶ متر بلندترین آبشار جمهوری آذربایجان است.

### آبشار یدی گوزل در قبله
آبشار یدی گوزل در ۴ کیلومتری مرکز شهر قبله و در شهرک وندام از توابع شهرستان قبله واقع شده است. این آبشار در حاشیه بزرگراه اغوز-قبله جای دارد.

### آبشار تکدام در یاردیملی
آبشار تکدام که در شهرستان یاردیملی واقع شده است گردشگران زیادی را به خود جذب می‌کند. ارتفاع آن حدود ۳۴ متر است.

### آبشار ایلی‌سو در قاخ
آبشار ایلی‌سو با ارتفاع ۲۵ متر در شهرک ایلی‌سو از توابع شهرستان قاخ واقع شده است. برای دسترسی به آبشار باید دست‌کم نیم ساعت پیاده‌روی کرد.

### آبشار کاتخ در بالاکن
آبشار کاتخ با ۲۰ متر ارتفاع یکی از زیباترین آبشارهای جمهوری آذربایجان است که در روستای کاتخ از توابع شهرستان بالاکن واقع شده است.

## آبشارها در اسماعیل‌لی
آبشارهای شهرستان اسماعیل‌لی عبارتند از چای‌قووشان، بوروودال، قلعه‌جیق، ایستی‌سو، مدرسه و میربنفشه.